# Koninkrijk Benin
Benin was een koninkrijk, dat zijn bloei kende in de late middeleeuwen. Het lag ongeveer in de huidige staat Edo state in Nigeria.
Benin was in principe een stadstaat rond de stad Benin. Het was het land van het Edovolk, dat een voornamelijk stedelijke beschaving kende, net als de Yoruba in het westen, en in tegenstelling tot de Igbo in het oosten. De belangrijkste steden waren Benin, door de bevolking zelf Edo genoemd, Udo en Urhonigbe.

## Geschiedenis
Het Edovolk dat in Benin woonde, migreerde in de 10e eeuw in opeenvolgende golven naar de rest van het latere rijk en de omliggende landen, waar het zich met de plaatselijke bevolking vermengde. Oorspronkelijk een koninkrijk, werd het land in de 14e eeuw voor korte tijd een republiek.
Hierna volgde een tijd van sterke invloed van het Yorubavolk, waarin een nieuwe dynastie werd gesticht, en een belangrijk aantal vernieuwingen werd doorgevoerd. De koningen heetten vanaf nu Oba's. De stad Benin werd cirkelvormig gepland, een concept van Yorubaoorsprong. Het koningshuis werd politiek en religieus centrum, er kwam een corps van paleishoofden, en een aantal nieuwe riten. Dienaren in het corps hadden een combinatie van taken voor de koning persoonlijk, en nationale taken. De naam van de stad werd veranderd in Ubini. Uit het noorden werden paarden ingevoerd voor het leger, en ook nieuwe wapens en oorlogstechnieken. Het land werd opgedeeld in regio's, met prinsen aan het hoofd, die schatplichtig waren aan de koning. Onder het bewind van deze Oba's, in de 15e en 16e eeuw, geschiedde de expansie van het rijk niet meer door emigraties, maar door militaire veroveringen. De Yorubasteden Owo, Itsekiri, en, waarschijnlijk Ijebu werden onderworpen. De Oba Esigie (1500-1540), die vuurwapens kocht van de Portugezen, behaalde een overwinning op de Igala in het oosten, waardoor het land controle kreeg over de handel op de Niger. Onder de Oba Ozolua kreeg het rijk zijn maximale omvang: van Lagos en de kust tot aan de Niger. Het land exporteerde onder meer palmolie, katoenen stoffen, ivoor en peper. In de loop van de tijd had het de slavenexport verboden. De slavenhandel verlegde zich daardoor naar de buurlanden, en Benin kreeg economisch een achterstand. De kustprovincies leden hieronder, en in sommige ervan ontstond een roep om onafhankelijkheid.
De zoon van de laatste oorlogskoning Ehengbuda stierf zonder opvolger. Het land kwam in een burgeroorlog terecht die tot het begin van de 18e eeuw duurde. Oba's begonnen een meer ceremoniële functie te krijgen, en verloren steeds meer macht aan lokale leiders. Het rijk ging definitief ten onder tijdens een Britse strafexpeditie in 1897. Tijdens de strijd om de stad ontstond door toeval een brand die een groot deel ervan verwoestte, waarna hij geplunderd werd door de Engelsen.
Kenmerkend voor de regio was de omvang van een netwerk van wallen, die overal waren opgeworpen ter afbakening van de velden. Zij hadden in Benin in totaal een lengte van meer dan 10.000 km. Er zijn veel overeenkomsten aan te wijzen in de geschiedenis en cultuur van Edo en van de Yorubasteden. De uzama, bijvoorbeeld, hadden titels die sterk lijken op titels in de Yorubawereld. Edo sloot als stedelijk gebied aan bij het verstedelijkte Yorubagebied.

## Overlevering
Volgens de overlevering, werden de twee oudste instituten van het Edovolk gevormd door de ambachtslieden of wijkhoofden van de stad, de uzama nihinran, en, daarna, de eerste koningen, die ogiso genoemd werden. Na de verbanning van de 31e ogiso werd het land een republiek, waarin de hoofden onderling een leider voor de stad kozen. Dit systeem werkte slecht, en de Edo haalden een Yorubaprins uit Ifé, die in Benin trouwde, en een begin maakte voor een nieuwe dynastie, ditmaal van Oba's. Dit deel van het verhaal wordt historisch wel in verband gebracht met een overheersing door de Yoruba, en een nieuw politiek systeem dat door deze is ingevoerd. De vierde Oba, Ewedo, versterkte de positie van het koningshuis ten koste van de uzama en lokale leiders. De eerste oorlogskoning Eware (1440) gaf de stad de naam Edo. Hij onderwierp de overige Edoclans, een aantal Igboclans, en de traditie wil dat hij het was die de Yorubastad Owo onderwierp. 

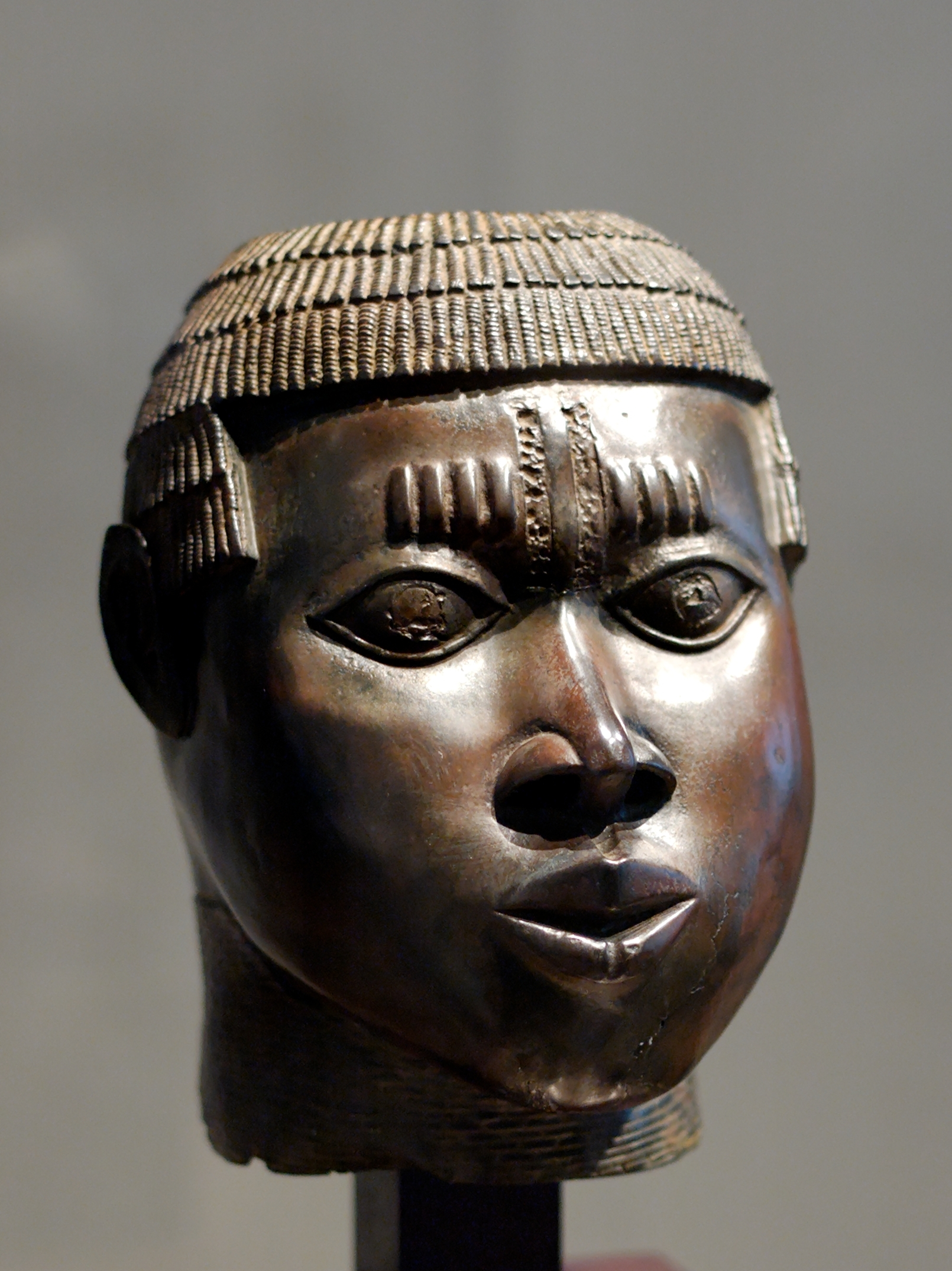
Messing hoofd, Benin, 15e/16e eeuw

De traditie wil ook dat het de opvolger van Ewedo was die de bronsgiettechniek in Benin introduceerde door een ambachtsman uit Ifé aan te trekken die deze techniek leerde aan de metaalbewerkers in Edo. Op de afbeelding links een messing hoofd uit de vijftiende of zestiende eeuw, dat het hoofd van een overwonnen vijand voorstelt. Op de afbeelding rechts een ivoren maskertje uit Benin waarvan wel gedacht wordt dat het de moeder van Esigie met een kroon van Portugezenhoofden voorstelt. 

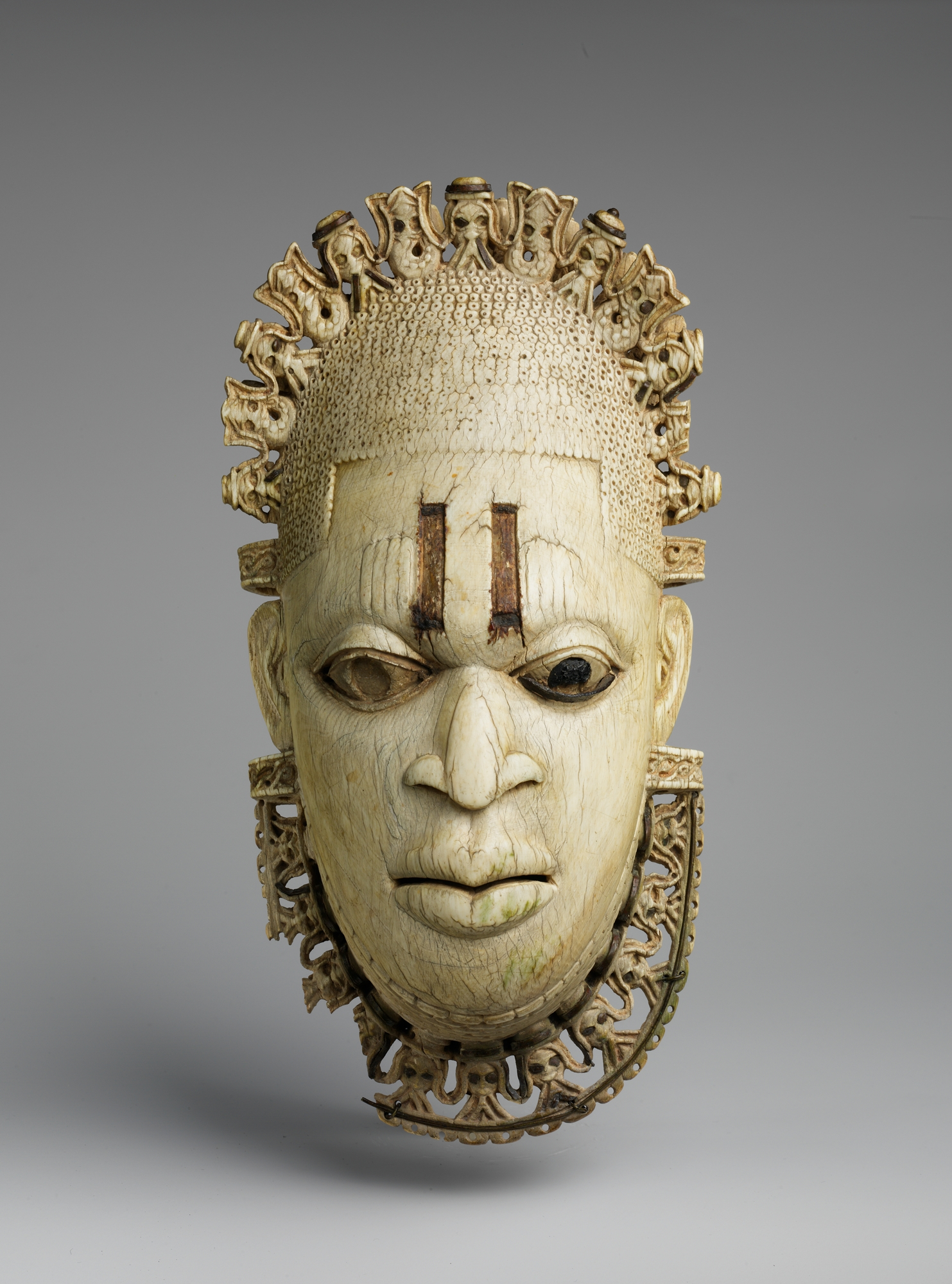
Ivoren maskertje uit Benin